# Määra
Määra est un village de la commune de Padise du comté de Harju en Estonie.
Au 31 décembre 2011, il compte 54 habitants.